# Holger Zander
Holger Zander (n. 24 mai 1943, Sankt Michaelisdonn, Schleswig-Holstein, Germania) este un caiacist ce a reprezentat Germania, medaliat olimpic. A participat la 2 ediții ale Jocurilor Olimpice (1964, 1968) în care a câștigat o medalie de argint și o medalie de bronz.